# Parque Ambiental Encontro dos Rios
Parque Ambiental Encontro dos Rios é uma área de relevante interesse ecológico (ARIE), ou seja, reserva ambiental localizada no bairro Poti Velho, zona norte de Teresina, capital do estado do Piauí, Brasil. É um ponto turístico importante da capital piauiense.
No Parque Ambiental Encontro dos Rios encontra-se o monumento que homenageia a lenda do Cabeça de Cuia, um ponto turístico e muito visitado em Teresina.